# سیلور کریک (نبراسکا)
سیلور کریک(به انگلیسی: Silver Creek) شهری در ایالت نبراسکا کشور ایالات متحده آمریکا است که جمعیت آن در سرشماری سال ۲۰۱۰ میلادی، ۳۶۲ نفر بوده‌است.